# Юстынув
Юстынув (пол. Justynów) — остановочный пункт в селе Юстынув в гмине Андресполь, в Лодзинском воеводстве Польши. Имеет 2 платформы и 2 пути.
Остановочный пункт построен в 1933 году, обслуживает перевозки на линиях: Лодзь-Фабричная — Колюшки и Лодзь-Калиская — Дембица.